# Otto Kittel
Otto Bruno Kittel (* 21. Februar 1917 in Kronsdorf, Schlesien, Österreich-Ungarn; † 14. Februar 1945 südwestlich Džūkste, Lettland) war ein deutscher Offizier und Jagdflieger der Luftwaffe der Wehrmacht im Zweiten Weltkrieg. Mit 267 bestätigten Luftsiegen in 583 Einsätzen ist er der vierterfolgreichste Jagdfliegerpilot in der Militärluftfahrt.

## Leben
Otto Kittel kam als Unteroffizier im Februar 1941 zur 2. Staffel des Jagdgeschwader 54 „Grünherz“. Am 31. Mai 1941 musste er infolge technischer Schwierigkeiten aus seiner Messerschmitt Bf 109 F-2 mit dem Fallschirm über Spiekeroog abspringen und wurde dabei verwundet. Am 22. Juni 1941 erzielte er mit dem Abschuss eines sowjetischen Bombers und eines Jägers seine ersten beiden Luftsiege. Im Juli 1942 wurde Feldwebel Otto Kittel in Krasnogwardeisk ferngetraut.
Am 19. Februar 1943 errang Kittel seinen 39. Luftsieg, was zugleich der 4000. Abschuss feindlicher Flugzeuge des Jagdgeschwaders 54 war. Am 15. März 1943 erzielte er seinen 47. Luftsieg und musste dabei infolge Motorschadens mit seiner Focke-Wulf Fw 190 A-4 hinter den feindlichen Linien notlanden. Bei eisiger Kälte und unzureichend bekleidet überquerte er den zugefrorenen Ilmensee und erreichte nach drei Tagen wieder die eigenen Truppen. Anschließend wurde er zum Oberfeldwebel befördert und am 26. Februar 1943 mit dem Deutschen Kreuz in Gold ausgezeichnet.
Am 29. Oktober 1943 erhielt Kittel für seinen 123. Luftsieg das Ritterkreuz des Eisernen Kreuzes. Anschließend wurde er von November 1943 bis Januar 1944 Ausbilder bei der Ergänzungsjagdgruppe Ost in St. Jean in Südfrankreich. Im März 1944 kehrte er zum Jagdgeschwader 54 zurück, das zu dieser Zeit in der Normandie eingesetzt wurde. Für seine dortigen Leistungen wurde ihm am 11. April 1944 das Eichenlaub zum Ritterkreuz des Eisernen Kreuzes verliehen. Am 25. November 1944 erhielt er für seinen 230. bestätigten Luftsieg die Schwerter mit Eichenlaub zum Ritterkreuz des Eisernen Kreuzes sowie seine Beförderung zum Oberleutnant. Kurz darauf übernahm er das Kommando über die 2. Staffel.
Oberleutnant Otto Kittel wurde am 14. Februar 1945 beim Angriff auf einen sowjetischen Fliegerverband südwestlich Džūkste in Lettland abgeschossen und kam dabei ums Leben.